# Anna Calvi

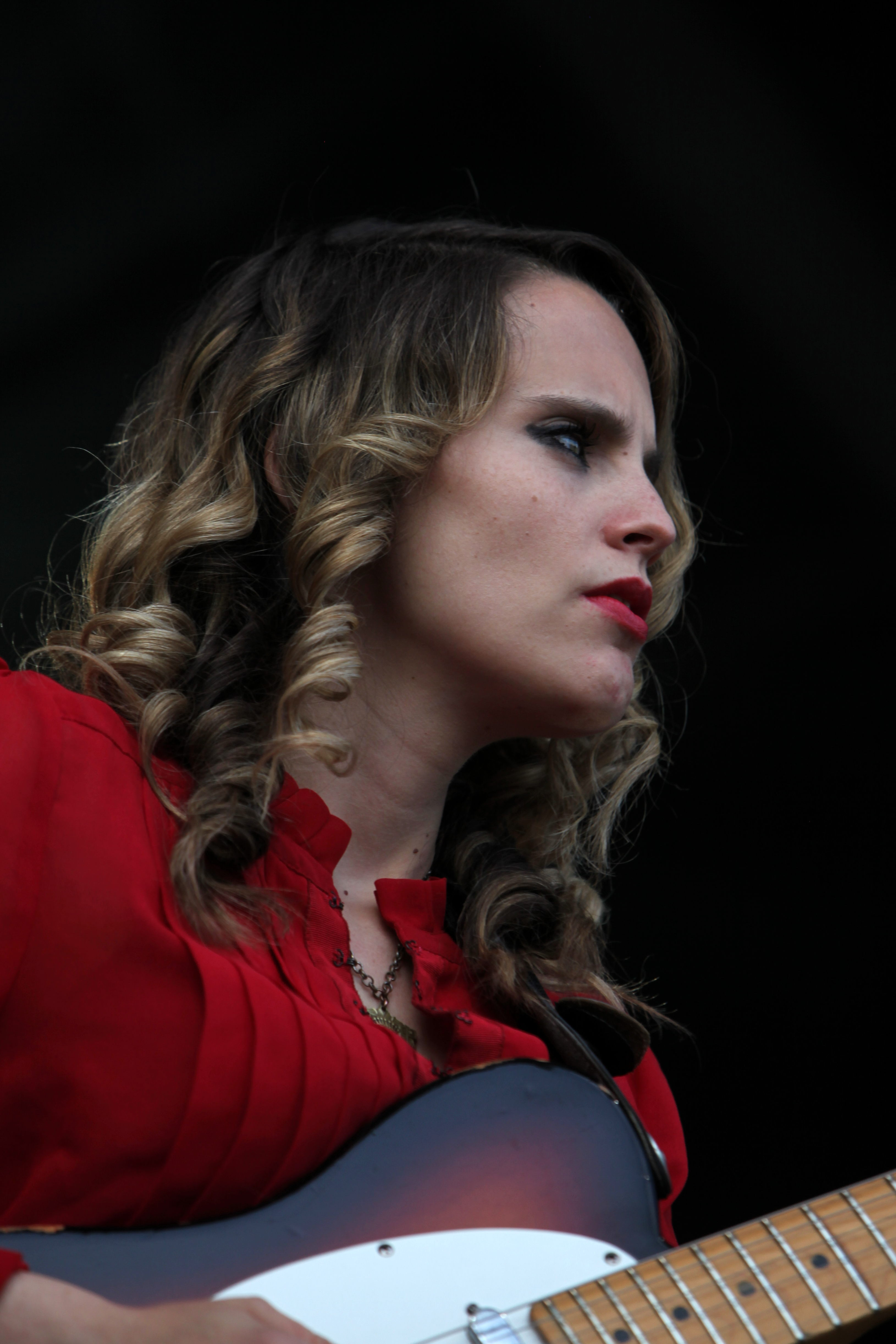
Anna Calvi under ett framträdande i Frankrike 2013.

Anna Margaret Michelle Calvi, född 24 september 1980 i Twickenham, är en engelsk singer/songwriter och gitarrist. Sedan år 2011 har hon släppt tre fullängdsalbum.
2011 hamnade hon på BBC:s lista Sound of...2011 som rankar de mest lovande nya artisterna eller musikgrupperna. Samtliga av hennes tre musikalbum har nominerats till Mercury Prize.

## Diskografi

### Album
- Anna Calvi (2011)
- One Breath (2013)
- Hunter (2018)